# 木の国七宗コミュニティーセンター
木の国七宗コミュニティーセンター（きのくにひちそうコミュニティーセンター）とは、岐阜県加茂郡七宗町にある公共施設（コミュニティーセンター）。

## 概要
- 町民の交流、生涯学習振興を図るための施設である。2005年（平成17年）2月開館[1]。

## 施設概要
1階
- 交流ホール
- 地域食材体験室
- 林業相談室
- 談話室
- 図書室

2階
- クリエイトルーム大
- クリエイトルーム小
- 生涯学習室

## 利用案内
- 所在地：岐阜県加茂郡七宗町上麻生2125番地1
- 開館時間：8:30 - 21:30
- 閉館日：月曜日、年末年始（12月29日 - 1月3日）

## 交通アクセス

### 公共交通機関
- JR高山本線上麻生駅下車、徒歩約5分
- 七宗町営バス中麻生線「木の国七宗コミュニティーセンター前」バス停より徒歩すぐ

## 周辺
- 七宗町役場
- 七宗町立上麻生小学校
- 七宗郵便局
- 上麻生駅